# Södra Mosaren
Södra Mosaren är en sjö i Karlstads kommun i Värmland och ingår i Göta älvs huvudavrinningsområde. Sjön har en area på 0,0785 kvadratkilometer och ligger 117,1 meter över havet.

## Delavrinningsområde
Södra Mosaren ingår i det delavrinningsområde (660080-139575) som SMHI kallar för Utloppet av Södra Mosaren. Medelhöjden är 138 meter över havet och ytan är 1,15 kvadratkilometer. Det finns inga avrinningsområden uppströms utan avrinningsområdet är högsta punkten. Vattendraget som avvattnar avrinningsområdet har biflödesordning 3, vilket innebär att vattnet flödar genom totalt 3 vattendrag innan det når havet efter 274 kilometer. Avrinningsområdet består mestadels av skog (46 procent), jordbruk (31 procent) och sankmarker (12 procent). Avrinningsområdet har 0,08 kvadratkilometer vattenytor vilket ger det en sjöprocent på 0,2 procent.